# FreeSync
AMD FreeSync — це технологія адаптивної синхронізації для РК та OLED-дисплеїв, які підтримують змінну частоту оновлення, спрямовану на уникнення розривів та зменшення заїкання, викликаного невідповідністю між частотою оновлення екрана та частотою кадрів вмісту.
FreeSync був розроблений AMD і випущений у 2015 році у відповідь на запатентований та дорожчий Nvidia G-Sync. FreeSync є безкоштовним і не має обмежень щодо продуктивності.

## Опис
FreeSync динамічно адаптує частоту оновлення дисплея до змінної частоти кадрів, що є результатом нерегулярного навантаження GPU під час відтворення складного ігрового вмісту, а також нижчої частоти 23,97/24/29,97/30 кадрів в секунду, яка використовується для фіксованого відеоконтенту. Це допомагає усунути затримки, викликані відеоінтерфейсом, який повинен завершити поточний кадр, і розрив екрана під час початку нового кадру в середині передачі (з вимкненою вертикальною синхронізацією). Діапазон частот оновлення, підтримуваний стандартом, заснований на можливостях, які підтримує дисплей. FreeSync можна вмикати автоматично за допомогою plug and play, що робить його зрозумілим для операційної системи та кінцевого користувача. FreeSync не обмежується лише відеокартами AMD, FreeSync також сумісна з вибраними відеокартами Nvidia та деякими консолями.
Переходи між різними частотами оновлення є плавними і непомітними для користувача. Механізм синхронізації підтримує відеоінтерфейс на встановленій частоті пікселів, але динамічно коригує інтервал вертикального гасіння. Монітор продовжує відображати отримане в даний момент зображення, поки новий кадр не буде представлений в буфері кадрів відеокарти, після чого негайно почнеться передача нового зображення. Цей простий механізм забезпечує низьку затримку на моніторі та плавний перегляд, практично без затримок, із меншою складністю реалізації для контролера часу (TCON) та інтерфейсу панелі дисплея. Це також допомагає збільшити термін служби акумулятора, зменшуючи частоту оновлення панелі, коли нові зображення не надходять.

### Технології
Оригінальний FreeSync заснований на DisplayPort, використовуючи додаткову функцію VESA умов Adaptive-Sync. Ця функція, у свою чергу, була перенесена компанією AMD з функції Panel-Self-Refresh (PSR) від Embedded DisplayPort 1.0, що дозволяє панелям контролювати власне оновлення, призначене для енергозбереження на ноутбуках. Таким чином, AMD FreeSync — це апаратно-програмне рішення, яке використовує загальнодоступні протоколи, щоб забезпечити плавний ігровий процес без розривів і низьку затримку.
FreeSync також реалізовано через HDMI 1.2+ як розширення протоколу. HDMI 2.1+ також має власну систему змінної частоти оновлення.

## Рівні
Технологія AMD FreeSync поділена на три рівні, відомі як AMD FreeSync, AMD FreeSync Premium і AMD FreeSync Premium Pro. AMD FreeSync вимагає, щоб дисплей проходив сертифікацію на низьку затримку та зміну частоти оновлення, щоб відповідати виводу візуалізації відеокарти.
AMD FreeSync Premium передбачає додаткові вимоги щодо компенсації низької частоти кадрів (LFC) і частоти оновлення щонайменше 120 Гц при роздільній здатності FHD. LFC допомагає гарантувати, що, коли частота кадрів у грі працює нижче мінімальної підтримуваної частоти оновлення дисплея, кадри відображаються кілька разів, таким чином частота кадрів залишається на підтримуваній частоті оновлення дисплея, і підтримується плавний ігровий процес.
AMD FreeSync Premium Pro додає вимоги до яскравості та широкої колірної гами.

### FreeSync Premium Pro
У січні 2017 року AMD анонсувала друге покоління FreeSync, відомого як FreeSync 2 HDR. У січні 2020 року AMD оголосила, що FreeSync 2 HDR перейменують на FreeSync Premium Pro. Вимоги включають видалення мінімальної частоти кадрів і встановлення максимальної затримки на екрані. FreeSync Premium Pro також подвоює колірний об’єм завдяки підтримці широкого колірного простору колірної гами та підвищеної яскравості дисплея, що забезпечує пряму підтримку дисплеїв із підтримкою HDR драйвером пристрою відеокарти та програмним забезпеченням. Метадані дисплея DisplayID/EDID для основних кольорів і максимальної/мінімальної яскравості використовуються для налаштування тонального відображення покроково під час запису в буфер кадру, таким чином розвантажуючи колірний простір і обробку передатної функції від управління кольором ОС і схеми відеоінтерфейсу, що зменшує затримка виведення.

## Список підтримуваних дисплеїв
Список моніторів FreeSync, FreeSync Premium і FreeSync Premium Pro можна знайти в базі даних AMD FreeSync Monitor [Архівовано 20 січня 2019 у Wayback Machine.].
Список телевізорів FreeSync, FreeSync Premium і FreeSync Premium Pro можна знайти в базі даних AMD FreeSync TV [Архівовано 4 листопада 2020 у Wayback Machine.].

## FreeSync-сумісні APU та GPU
Усі графічні процесори AMD, починаючи з 2-ї ітерації Graphics Core Next, підтримують FreeSync.
Графічні процесори NVidia серії 10, 16, 20 і 30 з драйверами версії 417.71 або вище підтримують FreeSync.
Консольні APU:
- AMD Durango APU у консолі Microsoft Xbox One. (FreeSync)
- AMD Edmonton APU у консолі Microsoft Xbox One S. (FreeSync Premium Pro раніше відомий як FreeSync 2.0 з HDR)
- AMD Scorpio APU у консолі Microsoft Xbox One X. (FreeSync Premium Pro раніше відомий як FreeSync 2.0 з HDR)
- AMD Lockhart APU у консолі Microsoft Xbox Series S. (FreeSync Premium Pro раніше відомий як FreeSync 2.0 з HDR)
- AMD Scarlett APU у консолі Microsoft Xbox Series X. (FreeSync Premium Pro раніше відомий як FreeSync 2.0 з HDR)